# Khin Khin Htoo
Khin Khin Htoo est un nom birman ; les principes des noms et prénoms ne s'appliquent pas ; U et Daw sont des titres de respect.
Khin Khin Htoo (en birman ခင်ခင်ထူး), née le 17 décembre 1965 en Birmanie, est une écrivaine birmane, lauréate du prix national de littérature du Myanmar, basée à Mandalay. 
Ses œuvres sont connues pour refléter la culture birmane traditionnelle et les caractères du peuple birman du Haut-Myanmar. 

## Biographie
Khin Khin Htoo est la seule fille d'une fratrie de six frères et sœurs. Elle est mariée à Nay Win Myint, également écrivain, et a une fille de 16 ans nommée Phway Phway Nay Win Myint.
Khin Khin Htoo est entrée sur la scène littéraire birmane en 1993 avec sa nouvelle Pann Pan Ba Ya Ze ( ပန်းပန်ပါရစေ ; « S'il vous plaît laissez-moi porter la fleur »). Elle a écrit plus d'une centaine de nouvelles et de nombreux articles sur le sport, l'un de ses passe-temps favoris. 
Elle est surtout connue pour son roman Ma Eain Kan (« Mademoiselle Eain Kan »), une histoire à suspense, l'histoire vraie d'une belle femme avide. Beaucoup de gens l'admiraient car elle est considérée comme l'une des meilleures auteurs féminines de Birmanie. Son roman suivant Hlay Thagyi Kadaw (« La femme du marin ») est un roman autobiographique, basé sur sa propre vie et celle de ses parents. Kha Mae Kyo (« La corde sacrée »), Ma Eain Kan (« Mademoiselle Eain Kan »), Pan Kyar Wut Hmone (« Le lotus lunaire »), Taw Minthamee (« Le danseur de la petite ville ») et Phat Sein Koon Down Shwe Wut Htu To Myar sont ses romans les mieux écrits et les plus célèbres. Ses lecteurs aiment ses romans car elle rédige de façon claire et directe avec une écriture facile à aborder. Elle écrit souvent des romans sur sa famille et son cadre proche : sa fille, ses frères, ses parents et sa ville. Elle prit de nombreux pays tels que les Émirats arabes unis, la Chine, Singapour, la Malaisie et la Thaïlande pour cadre de ses œuvres littéraires. Elle reçoit en 2003 le Prix national de littérature pour son recueil de nouvelles Phat Sein Kyun Taung Shwe Wuttu-to Mya.
Ses romans ont fait l'objet d'adaptations cinématographiques. Kyo Tann, Pan Kyar Wut Hmone, Mingalar Hlae et Kha Mae Kyo sont des films basés sur ses nouvelles. 

## Œuvres

### Recueils d'histoires courtes
- 1999 : Thanakha Pwint Wuttu-à Myar - ( သနပ်ခါးပွင့် ဝတ္ထုတိုများ )
- 2001 : San-yit Wine Wuttu-to Myar - ( ဆံရစ်ဝိုင်း ဝတ္ထုတိုများ )
- 2002 : Phat Sein Kyun Taung Shwe Wuttu-to Mya - ( ဖက်စိမ်းကွမ်းတောင်ရွှေ ဝတ္ထုတိုများ )
- 2004 : Myo-ka-lay Ei Kaw Phet Set-kuu (avec Thiek Htin Thet ) - ( မြို့ကလေး၏ကော်ဖတ်စက္ကူ )
- 2006 : Pa Kyut Kya Wuttu-à Myar - ( ပါးကွက်ကျား ဝတ္ထုတိုများ )
- 2006 : Zay Chin Taung Wuttu-à Myar - ( ဈေးခြင်းတောင်း ‌ဝတ္ထုတိုများ )
- 2007 : Kyar Sit Kyo Magazine Wuttu-shae Myar - ( ကြာဆစ်ကြိုး ဝတ္ထုရှည်များ )
- 2007 : Sapae Tin Hmae Magazine Wuttu-shae Myar (avec Nay Win Myint ) - ( စံပယ်တင်မှဲ့ မဂ္ဂဇင်းဝတ္ထုရှည်များ )
- 2008 : Poe Yi Taung Sar Magazine Wuttu-shae Myar (avec Nay Win Myint ) - ( ပိုးရည်းတောင်စာ မဂ္ဂဇင်းဝတ္ထုရှည်များ )
- 2008 - Hlae Yin Kyawt Wuttu-à Myar - ( လှည်းယဉ်ကျော့ ဝတ္ထုတိုများ )
- 2008 - Laissez Ywe Sin Wuttu-à Myar - ( လက်ရွေးစင်ဝတ္ထုတိုများ )
- 2009 - Pourtant Kan Lwin Wuttu-à Myar - ( ရက်ကန်းလွန်း ဝတ္ထုတိုများ )
- 2009 - Pan Voir Kyo Magazine Wuttu-shae Myar - ( ပန်းစည်းကြိုး မဂ္ဂဇင်းဝတ္ထုရှည်များ )

### Nouvelle
- 2009 - Mingalar Hlae - ( မင်္ဂလာလှည်း ) (Décrit en ( ပင်လယ်ဖြတ်တဲ့လှည်း ) avec Soe Bar Daing )

### Romans
- 2006– Wutt Lae Taw Shwe-Pa-So Tan Htoe Lo 'Kyo Mal - ( ဝတ်လဲတော်ရွှေပုဆိုးတန်းထိုးလို့ကြိုမယ် )
- 2006– Anyar Thu Anyar Thar Kyun-ma Swe Myo Myar - ( အညာသူအညာသား ကျမဆွေမျိုးများ )
- 2007– Ma Eain Kan (décrit dans Shwe Amyu Te Magazine, de juin 2007 à avril 2010) - ( မအိမ်ကံ )
- 2008– Sue Pann Khwai Thwe Bayet Hnint Pay Ywat Leik Nahtaung Sin (actuellement décrit dans Mahaythi Magazine, depuis décembre 2008) - ( ဆူးပန်းခွေသွယ်ဘယက်နှင့် ပေရွက်လိပ်နားတောင်းဆင် )
- 2009– Pan Kyar Wutthmon - ( ပန်းကြာဝတ်မှုန် )
- 2014- Taw Minthamee

### Récits
- 2000 - Héros de footballeur que j'aime - ( ကျမချစ်သော ဘောလုံးသူရဲကောင်းများ )
- 2009– Pae Thin Kyauk (Anyar Dalei Ywa Dalei) - ( ပဲသင်းကောက် (အညာဓလေ့၊ ရွာဓလေ့) )

## Récompenses
- 2003 : Prix national de littérature du Myanmar pour les nouvelles rassemblées pour Phat Sein Kyun Taung Shwe Wuttu-to Mya[2].